# Ocellularia punctulata
Ocellularia punctulata är en lavart som först beskrevs av William Allport Leighton och fick sitt nu gällande namn av Alexander Zahlbruckner 1923. 
Ocellularia punctulata ingår i släktet Ocellularia och familjen Thelotremataceae. Inga underarter finns listade i Catalogue of Life.